# Фильмография Сандры Буллок

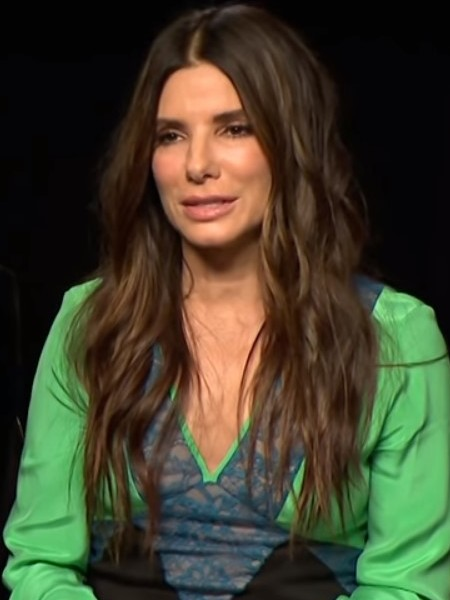
Сандра Буллок в 2018 году

Са́ндра Бу́ллок (род. 1964) — американская актриса кино и телевидения, продюсер, в единичных случаях также известна как актриса озвучивания, режиссёр и сценарист. Её карьера началась в 1987 году и продолжается по настоящее время (январь 2024 года).
В 1987 году состоялся дебют актрисы на широком экране — она исполнила небольшую роль в триллере «Палачи». В 1989 году Буллок впервые снялась для телевидения — в фильме «Бионическая разборка: Человек за шесть миллионов долларов и Бионическая женщина» (одно из продолжений популярного сериала «Бионическая женщина»). После этого последовало ещё более десяти ролей в кино и на телевидении, но настоящую известность она приобрела в 1994 году после выхода на экраны ленты «Скорость», в которой исполнила главную роль.
В 1995 году Буллок основала компанию по производству кино- и телефильмов Fortis Films, которая существует и поныне (январь 2024 года).
По состоянию на январь 2024 года Буллок снялась в 59 фильмах и сериалах, стала продюсером 16 фильмов и 120 эпизодов одного телесериала; имеет 81 кинематографическую награду (в том числе один «Оскар») и 122 номинации.
Используемые в тексте сокращения:
- к/м — короткометражный фильм
- т/с — телесериал
- т/ф — телефильм

## Актриса на широком экране
- 1987 — Палачи[англ.] / Hangmen — Лайза Эдвардс
- 1989 — Кто стрелял в Пэта?[англ.] / Who Shot Pat? — Девлин Моран
- 1989 — Глупец и его деньги[англ.][2] / A Fool and His Money — Дебби Косгров
- 1992 — Когда вечер заканчивается[3] / When the Party's Over — Аманда
- 1992 — Любовный напиток № 9 / Love Potion No. 9 — Диана
- 1993 — Исчезновение / The Vanishing — Диана Шейвер
- 1993 — То, что называют любовью[4] / The Thing Called Love — Линда Лью Линден
- 1993 — Разрушитель / Demolition Man — лейтенант Лени́на Хаксли
- 1993 — Амазонка в огне / Fire on the Amazon — Алисса
- 1993 — Я боролся с Эрнестом Хемингуэем / Wrestling Ernest Hemingway — Элейн
- 1994 — Скорость / Speed — Энни
- 1994 — Я и мафия[5] / Who Do I Gotta Kill? — Лори
- 1995 — Пока ты спал / While You Were Sleeping — Люси
- 1995 — Сеть / The Net — Анжела Беннетт
- 1996 — Двое у моря[6] / Two If by Sea — Роз
- 1996 — Время убивать / A Time to Kill — Эллен Рорк
- 1996 — В любви и войне / In Love and War — Агнес фон Куровски, военная медсестра
- 1997 — Скорость 2: Контроль над круизом / Speed 2: Cruise Control — Энни
- 1998 — Проблески надежды[англ.] / Hope Floats — Бёрди Прюитт
- 1998 — Делая сэндвичи[англ.] / Making Sandwiches — Мельба Клаб (к/м)
- 1998 — Практическая магия / Practical Magic — Салли Оуэнс
- 1998 — Добро пожаловать в Голливуд[англ.] / Welcome to Hollywood — в роли самой себя (мокументальный фильм)
- 1998 — Принц Египта / The Prince of Egypt — Мириам (озвучивание)
- 1999 — Силы природы / Forces of Nature — Сара
- 2000 — Супершпион / Gun Shy — Джуди Типп
- 2000 — 28 дней / 28 Days — Гвен Каммингс
- 2000 — Знаменитый[англ.] / Lisa Picard Is Famous — в роли самой себя
- 2000 — Мисс Конгениальность / Miss Congeniality — Грейси Харт
- 2002 — Отсчёт убийств / Murder by Numbers — Кэсси Мэйуэзер
- 2002 — Божественные тайны сестричек Я-Я[англ.] / Divine Secrets of the Ya-Ya Sisterhood — Сидда
- 2002 — Любовь с уведомлением / Two Weeks Notice — Люси Келсон
- 2004 — Столкновение / Crash — Джин
- 2005 — Любимчик[англ.] / Loverboy — миссис Харкер
- 2005 — Мисс Конгениальность 2: Прекрасна и опасна / Miss Congeniality 2: Armed and Fabulous — Грейси Харт
- 2006 — Дом у озера / The Lake House — Кейт Форстер
- 2006 — Дурная слава / Infamous — Нелли Харпер Ли
- 2007 — Предчувствие / Premonition — Линда Хэнсон
- 2009 — Предложение / The Proposal — Маргарет Тейт
- 2009 — Всё о Стиве / All About Steve — Мэри Хоровиц
- 2009 — Невидимая сторона / The Blind Side — Ли Энн Тухи[англ.]
- 2011 — Жутко громко и запредельно близко / Extremely Loud & Incredibly Close — Линда Шелл
- 2013 — Копы в юбках / The Heat — Сара Эшбёрн
- 2013 — Гравитация / Gravity — доктор Райан Стоун
  - 2013 — Анингаак / Aningaaq — доктор Райан Стоун (озвучивание). К/м фильм (7 минут). В нём показан разговор Стоун с кем-то на Земле, но на этот раз в совершенно другом месте планеты, с рыбаком-инуитом в ледяной пустыне. См. тж. ст. «Гравитация (саундтрек)[англ.]», раздел «Трек-лист», композиция № 12.
- 2015 — Миньоны / Minions — Скарлет Оверкилл («первая в мире женщина-суперзлодей»; озвучивание)
- 2015 — Наш бренд — кризис / Our Brand Is Crisis — Джейн
- 2018 — 8 подруг Оушена / Ocean's 8 — Дебби Оушен
- 2018 — Птичий короб / Bird Box — Мэлори
- 2021 — Непрощённая / The Unforgivable — Рут Слейтер
- 2022 — Затерянный город / The Lost City — Лоретта Сейдж • Анжела
- 2022 — Быстрее пули / Bullet Train — Мария

## Актриса телевидения
- 1989 — Бионическая разборка: Человек за шесть миллионов долларов и Бионическая женщина[7] / Bionic Showdown: The Six Million Dollar Man and the Bionic Woman — Кейт Мейсон
- 1989 — Начиная с нуля / Starting from Scratch — Барбара Уэбстер (в эпизоде Confidence Game)
- 1989 — Убийство выпускницы / The Preppie Murder — Стейси
- 1990 — Лаки / Шансы[англ.] / Lucky Chances — Мария Сантанджело (в 3 эпизодах)
- 1990 — Деловая женщина[англ.] / Working Girl — Тесс МакГилл (в 12 эпизодах)[8]
- 1999 — Мотор![англ.] / Action — в роли самой себя (в эпизоде Blowhard)
- 2002—2004 — Джордж Лопес[англ.] / George Lopez — Эми (в 3 эпизодах)

## Продюсер
- 1996 — Почтальон / Mailman — к/м; исполнительный продюсер
- 1996 — Отче наш / Our Father — к/м; продюсер
- 1998 — Проблески надежды[англ.] / Hope Floats — исполнительный продюсер
- 1999 — Нарушители / Trespasses — к/м; продюсер
- 2000 — Супершпион / Gun Shy — продюсер
- 2000 — Мисс Конгениальность / Miss Congeniality — продюсер
- 2002 — Отсчёт убийств / Murder by Numbers — исполнительный продюсер
- 2002 — Любовь с уведомлением / Two Weeks Notice — продюсер
- 2002—2007 — Джордж Лопес[англ.] / George Lopez — т/с; исполнительный продюсер 120 эпизодов
- 2004 — Садбери / Sudbury — т/ф; исполнительный продюсер
- 2005 — Мисс Конгениальность 2: Прекрасна и опасна / Miss Congeniality 2: Armed and Fabulous — продюсер
- 2009 — Предложение / The Proposal — исполнительный продюсер
- 2009 — Всё о Стиве / All About Steve — продюсер
- 2015 — Наш бренд — кризис / Our Brand Is Crisis — исполнительный продюсер
- 2018 — Птичий короб / Bird Box — исполнительный продюсер
- 2021 — Непрощённая / The Unforgivable — продюсер
- 2022 — Затерянный город / The Lost City — продюсер

## Прочие работы
- 1998 — Делая сэндвичи[англ.] / Making Sandwiches. Короткометражный фильм (30 минут), Буллок выступила режиссёром и сценаристом.